# Nossa Senhora da Revelação
Nossa Senhora da Revelação, conhecida também como Virgem de Tre Fontane, é o título com que se invoca a Virgem Maria desde suas aparições a Bruno Cornacchiola, a partir de 12 de abril de 1947, no local denominado Tre Fontane, em Roma.
As aparições não foram oficialmente reconhecidas ou condenadas pela Igreja Católica, no entanto em 1956 o Papa Pio XII permitiu a construção de uma capela para culto em Tre Fontane e confiou a sua custódia aos "Franciscanos Conventuais Menores" para o serviço religioso. Em 1997, o papa São João Paulo II aprovou a denominação do local como "Santa Maria del Terzo Millennio alle Tre Fontane".

## As aparições

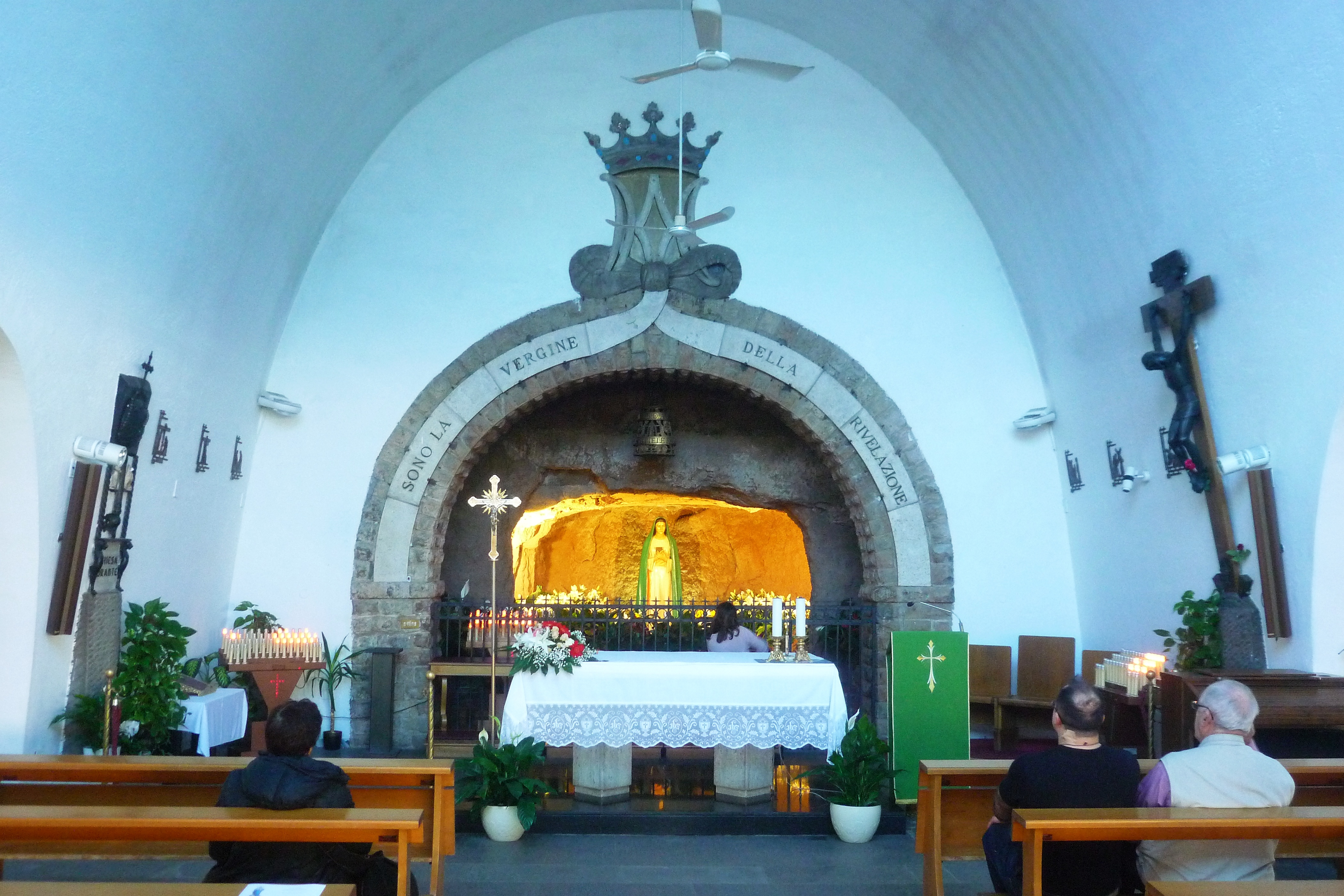
Fiéis orando diante da estátua da Virgem do Apocalipse, na caverna Tre Fontane (Roma)

Bruno Cornacchiola (Roma, 9 de maio de 1913 - 22 de junho de 2001), após se casar, participou da Guerra Civil Espanhola como voluntário. Tendo se tornado adventista após ser convencido por um soldado luterano alemão, era um fanático anticatólico, apesar das tentativas de sua esposa Iolanda (1909 - 1976) de trazê-lo de volta à fé católica.
No dia 12 de abril de 1947 foi com os três filhos - Gianfranco, Carlo e Isola, de 4, 7 e 10 anos respectivamente - ao local de Roma conhecido como Tre Fontane ("Três Fontes"), assim chamadas porque, segundo a tradição, a cabeça decapitada do apóstolo Paulo quicou três vezes contra o solo, fazendo jorrar três fontes.
Segundo o relato de Cornacchiola, ele estava preparando um artigo para ler em uma conferência, no qual atacava as teses católicas da virgindade perpétua, da Imaculada Conceição e da Assunção de Maria. O filho mais novo, Gianfranco, havia desaparecido enquanto perseguia uma bola, e seu pai o encontrou de joelhos e em transe em frente a uma das cavernas naturais da região, murmurando "Bela senhora".
As outras duas crianças também entraram em transe, ajoelhadas; o pai então entrou na caverna e lá viu Nossa Senhora. O homem disse que ela era deslumbrante em sua beleza, que usava um longo vestido branco, preso na cintura por uma faixa rosa, e uma capa verde que, apoiada nos cabelos negros, descia até os pés descalços. Ele também disse que estava segurando uma Bíblia contra o peito, que representa simbolicamente a fonte da revelação divina, e que lhe diria:
| “ | Eu sou a Virgem da Revelação. Você me persegue. Chega agora! Entre no rebanho sagrado. O que Deus prometeu é e permanece imutável: as nove sextas-feiras do Sagrado Coração, que você celebrou, impulsionado pelo amor do seu fiel cônjuge antes de tomar definitivamente o caminho do erro, te salvou. | ” |

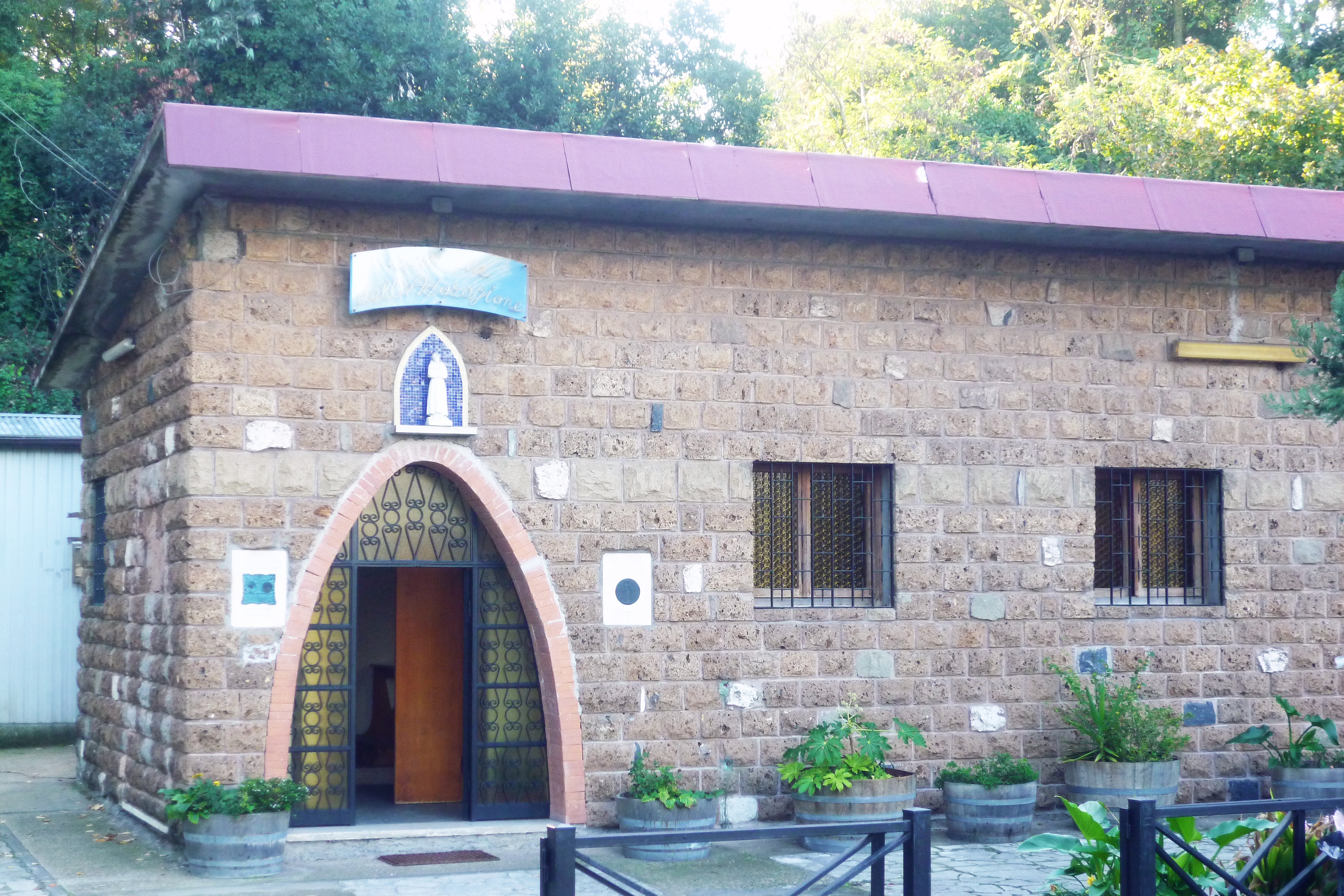
A capela do santuário da Virgem da Revelação, Tre Fontane (Roma)

Bruno Cornacchiola conta que, ao ouvir essas palavras, sentiu-se imerso em um estado de profunda alegria, enquanto um doce perfume se espalhava pela caverna. Antes de se despedir, a Virgem do Apocalipse lhe teria deixado um sinal, para que o homem não tivesse dúvidas sobre a origem divina e não diabólica da visão. A prova dizia respeito ao futuro encontro entre Cornacchiola e um padre, que ocorreria mais tarde precisamente como previsto. Após sua retratação, Cornacchiola retornou ao catolicismo e passou a ser um dedicado devoto mariano.
Cornacchiola disse então que teve outras aparições, nos dias 6, 23 e 30 de maio; posteriormente preparou um texto, no qual descreveu sua conversão, e este foi afixado na entrada da caverna em 8 de setembro de 1948. O local tornou-se destino de peregrinação. A moral negativa da gruta de Tre Fontane, vista como "lugar solitário e propício ao pecado mais abjecto", foi substituída por uma ideia de purificação: "Maria interveio. Ela colocou o seu pé virginal quase simbolicamente numa terra impura. Com o seu toque celestial, ela purificou o solo de Roma".
Bruno Cornacchiola conheceu o Papa Pio XII em 9 de dezembro de 1949: confessou ao pontífice que dez anos antes, ao retornar da guerra civil espanhola, havia planejado matá-lo. Após este episódio, uma estátua de Maria foi erigida, segundo as instruções da Virgem, e colocada na caverna, onde hoje ocorrem prodigiosos sinais, como curas e conversões.
Em 12 de abril de 1980 , no trigésimo terceiro aniversário da suposta aparição, três mil pessoas afirmaram ter testemunhado um milagre solar, descrevendo-o posteriormente em detalhes. O fenômeno se repetiria dois anos depois. Nesta ocasião, Bruno Cornacchiola disse ter recebido uma mensagem onde Nossa Senhora lhe pedia que construísse um santuário no local das aparições. Cornacchiola teria tido sonhos e visões proféticas ao longo de sua vida: da tragédia de Superga (1949) à guerra do Yom Kippur (1973), do sequestro de Aldo Moro (1978) ao atentado a João Paulo II (1981), até ao desastre de Chernobyl (1986) e à queda das torres gêmeas (2001).
A mensagem espiritual da Virgem da Revelação inspirou a criação da associação catequética "SACRI" (Schiere Arditi di Cristo Re Immortale), fundada em 12 de abril de 1948 em Roma por Bruno Cornacchiola.